# I Dreamed I Saw St. Augustine
I Dreamed I Saw St. Augustine är en låt skriven och lanserad av Bob Dylan. Låten som är en lugn ballad togs med på albumet John Wesley Harding som lanserades 1967. Det var en av de första låtarna som spelades in till albumet i oktober 1967. Arrangemanget är spartanskt med akustisk gitarr och trummor. I låten beskrivs en dröm där ett möte med den religiösa filosofen Augustinus äger rum. I slutet av låten vaknar den drömmande personen i vredesmod och skuld inför Augustinus öde, och kommer underfund med att han själv varit orsak till Augustinus död.
Låten har spelats in av Joan Baez på albumet Any Day Now 1968.